# فیلیپسبورگ (کانزاس)
فیلیپسبورگ (به انگلیسی: Phillipsburg) شهری در ایالت کانزاس کشور ایالات متحده آمریکا است که جمعیت آن در سرشماری سال ۲۰۱۰ میلادی، ۲٬۵۸۱ نفر بوده‌است.